# Baixir (nom)
Baixir és un nom masculí àrab (àrab: بشير, Baxīr) que significa ‘portador de bones noves', ‘missatger’, també ‘evangelista’. Si bé Baixir és la transcripció normativa en català del nom en àrab clàssic, també se'l pot trobar transcrit Bashir, Basheer, Bachir. Aquest nom l'usen tant àrabs cristians com musulmans; de la mateixa manera, com a nom nom islàmic, també el duen musulmans no arabòfons que l'han adaptat a les característiques fòniques i gràfiques de la seva llengua: en transcripció anglesa de llengües índies: Basheer o Bashir; àzeri: Bəşir; hebreu: בשיר‎; indonesi: Ba'asyir; malai: Basyir; turc: Beşir.
La forma femenina del nom és Baixira.
Vegeu aquí personatges i llocs que duen el nom Baixir.